# Forêt Charbonnière
La forêt Charbonnière est une ancienne forêt dense de hêtres et de chênes qui formait une frontière naturelle à la fin de l'âge du fer, à l'époque romaine et au Haut Moyen Âge, dans ce qui est aujourd'hui l'ouest de la Belgique. Elle s'étendait des rivières Senne et Dyle au nord jusqu'à la Sambre au sud et dont les limites septentrionales atteignaient le site marécageux de l'actuelle ville de Bruxelles.
Plus au sud-est, l'altitude plus élevée et les vallées fluviales profondes étaient couvertes par la forêt primaire Arduenna Silva, correspondant à l'Ardenne moderne, encore partiellement boisée aujourd'hui. À l'est, la forêt pouvait s'étendre jusqu'au Rhin. C'est à Cologne, en 388, que les magistri militum praesentalis Nannienus et Quintinus lancèrent une contre-attaque en réponse à une incursion franque venant d'outre-Rhin, qui se déroula dans la forêt Charbonnière,.

## Étymologie
Le nom de cette forêt vient probablement du fait qu'elle constituait une source importante de charbon de bois.
Au XVIe siècle, François de Belleforest, dans sa Cosmographie universelle (livre II, p. 414) estimait que le nom de Charbonnière était une altération de Cambronière, dérivé du nom de Cambron, le chef des Cimbres, ou peut-être de celui des Cimbres eux-mêmes, un peuple venant du Jutland (péninsule du Nord de l’Allemagne et la partie continentale du Danemark) et qui selon Pline l'Ancien se serait répandu en Europe, en passant notamment par les actuels territoires de la Belgique et le nord de la France. La forêt Charbonnière serait alors la forêt des Cimbres.

## Histoire

### Domination romaine
La forêt Charbonière était initialement unie à la forêt d'Ardenne. Elle se situait probablement entre la Dendre et la Nèthe. Elle était composée de chênes, de bouleaux et d'aulnes.

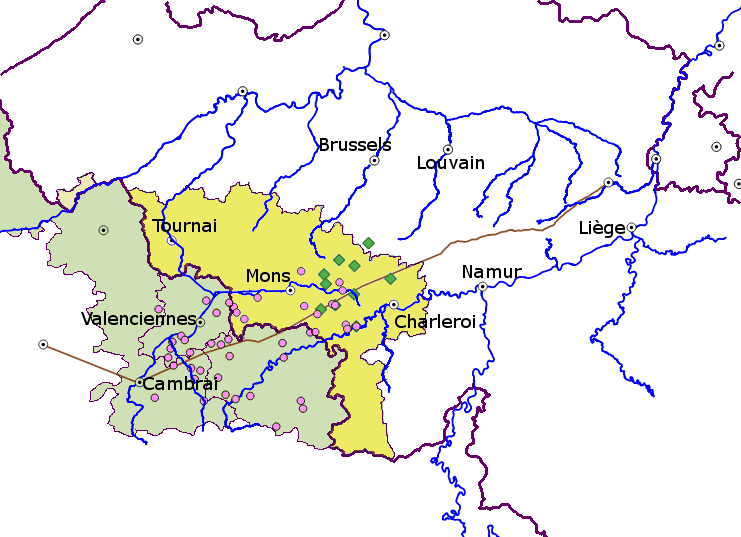
Les losanges verts indiquent les lieux mentionnés comme ayant été dans la Silva Carbonaria dans les documents médiévaux. La voie romaine entre Bavay et Tongres est représentée en marron.

Jules César la signale sans la nommer dans ses Commentaires sur la Guerre des Gaules. Une grande voie romaine, la chaussée Bavay-Cologne, formait un « axe stratégique » reliant la traversée du Rhin de Cologne à Maastricht, où elle franchissait la Meuse. Longeant les limites septentrionales de la Silva Carbonaria, elle passait par Tongres, Courtrai et Cambrai pour atteindre la mer à Boulogne. La route était la principale voie est-ouest dans un paysage où les vallées fluviales, affluents de la Meuse et de l'Escaut, s'orientaient du sud-ouest au nord-est. Elle est restée utilisée pendant le haut Moyen Âge sous le nom de « chaussée Brunehaut ». En tant qu'ouvrage public, son ampleur était devenue inimaginable au Moyen Âge : le chroniqueur Jean d'Outremeuse raconta dans un ouvrage daté de 1398 que Brunehaut, épouse de Sigebert Ier, avait construit cette large route pavée en 526, et qu'elle avait été achevée en une seule nuit.

### Frontière entre provinces puis peuples
Elle correspond à la frontière entre la Cité des Tongres et la Cité des Nerviens, puis entre la province romaine de Gaule Belgique et la province romaine de Germanie inférieure. Cette frontière a continué à être utilisée au Moyen Âge comme limite entre les évêchés de Liège et de Cambrai. La première mention explicite de la forêt Charbonnière se trouve dans la loi salique (IVe siècle), dans laquelle il est mentionné qu'elle constitue la frontière des Francs saliens au nord-est.

Migration des Francs saliens et conquêtes des Francs rhénans dans la première moitié du V.

Elle est citée dans de nombreux ouvrages entre les IVe et Xe siècles. Durant la seconde moitié du Ve siècle, elle sert de frontière entre les deux royaumes francs, celui des Francs saliens et celui des Francs rhénans. Elle fait ensuite office de frontière entre la Neustrie et l'Austrasie. La limite occidentale de l'ancien diocèse de Liège et de la zone de langue wallonne correspond à l'ancienne forêt charbonnière. Elle est à l'origine du sillon industriel wallon.

### Installation des Francs
Avec l'effondrement de l'administration romaine au IVe siècle, le peuple germanique des Francs vivant le long de la frontière rhénane a établi des royaumes au sein de l'Empire romain et s'est installé dans des régions moins peuplées. Les Francs saliens ont étendu leurs colonies à partir d'un point de départ situé près de Nimègue jusqu'à ce qu'ils s'installent dans les régions plus peuplées et romanisées de la Silva Carbonaria et près de la Meuse. La population romanisée est connue sous le nom de *walhōz ou « étrangers » aux Francs rhénans, continuant à parler un latin tardif, dont le langage évolué est présent chez les Wallons. Dans le passé, la division linguistique germano-romane qui marque la Belgique jusqu'à aujourd'hui a peut-être été trop facilement liée à ces paramètres géographiques,.
Pendant un certain temps au VIe siècle, la Silva Carbonaria a constitué une barrière entre le royaume occidental de Clovis et le royaume oriental de Sigebert, centré sur Cologne, jusqu'à ce que ce dernier soit assassiné dans la forêt de Buchaw par son fils aux environs de 507, et que Clovis réunisse les deux royaumes. Le Liber Historiae Francorum mentionne que l'armée neustrienne a envahi l'Austrasie lors de la guerre civile suivant la mort de Pépin de Herstal, et que les premiers affrontements ont commencé lorsque Ragenfred et son armée ont traversé la Silva Carbonaria. Les Annales Mettenses Priores nous informent que la richesse de la famille des Pépinides était constituée de vastes territoires entre la Silva Carbonaria et la Meuse.

### Situation actuelle

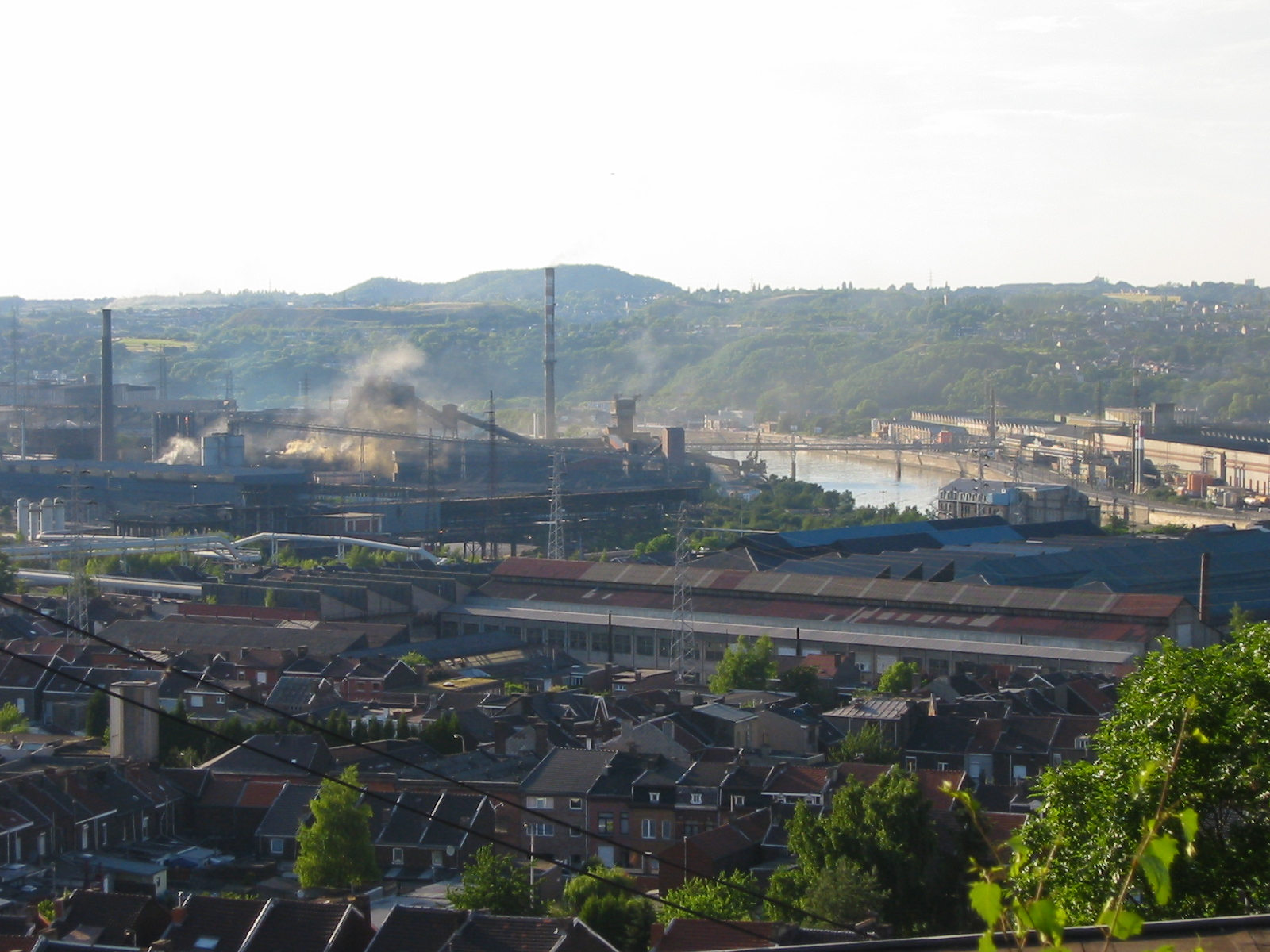
Au XIX, le minerai de fer des vallées anciennement boisées a alimenté le sillon industriel de la Wallonie.

De vastes étendues de forêts sauvages appartenaient à des monastères. L'abbaye bénédictine de Lobbes se trouvait dans la Silva Carbonaria et celle de Saint Feuillen, dans l'actuelle forêt de Soignes, non loin de Nivelles. À partir du VIIe siècle, certaines parties de la Silva Carbonaria ont été défrichées pour l'agriculture, ce qui a fini par la subdiviser en plusieurs petites forêts isolées, comme la forêt de Soignes aujourd'hui.
Le charbon de bois, qui a donné son nom à la forêt et en lequel les bois qui semblaient inépuisables ont été lentement transformés, était nécessaire pour alimenter les fours de fusion dispersés qui forgeaient le fer abondant trouvé dans les affleurements mis à nu par l'érosion des rivières. Avant même l'arrivée des Romains, les armes en fer forgées dans la Silva Carbonaria étaient échangées par les Belges avec les peuples du sud-est de la Grande-Bretagne. Au cours du Haut Moyen Âge, d'autres forêts ont été défrichées. Aujourd'hui, le vestige le plus important de la Silva Carbonaria est la forêt de Soignes, préservée parce qu'elle avait été réservée à la chasse noble. Au début du XIXe siècle, la superficie de ce vestige de la forêt vierge couvrait encore environ 100 kilomètres carrés, mais en raison des coupes de bois, sa superficie a diminué pour atteindre la zone protégée actuelle de 44,21 km². Le bois de Heverlee, le bois de Lauzelle (à Louvain-la-Neuve), la forêt de Meerdael (à Oud-Heverlee, Beauvechain et Grez-Doiceau), la forêt de Soignes, le bois de Raspaille à Grammont et le Vrijbos (en partie préservé à Houthulst) sont des vestiges mineures de la forêt Charbonnière,,, tout comme le bois de Buggenhout, le bois de Hal, le bois de la Houssière  et la forêt de Neigem[réf. nécessaire].
Godefroid Kurth a émis l'hypothèse que la forêt Charbonnière, tout comme la forêt d'Ardenne, aurait arrêté l'immigration franque et serait donc à l'origine du tracé de la frontière linguistique en Belgique, mais on sait aujourd'hui que cette forêt était orientée du nord au sud et non d'est en ouest.